# Hörgertshausen
Hörgertshausen er en kommune i Landkreis Freising i Regierungsbezirk Oberbayern i den tyske delstat Bayern. Den er en del af Verwaltungsgemeinschaft Mauern.

## Geografi
Der er følgende landsbyer og bebyggelser: Ammersberg, Bergmartl, Doidorf, Eckelsberg, Fuchswinkl, Goglhof, Gröben, Gütersberg, Haider, Haslreuth, Hinterschlag, Höfl, Holzhäuseln, Holzhaus, Holzmichl, Hub, Kehrer am Biber, Kimoden, Lackermann, Limmer zu der Linden, Margarethenried, Neuöd, Niederschönbuch, Oberschönbuch, Öd, Peterswahl, Reissen, Sammetsreith, St. Alban, Saxberg, Schlaghäuseln, Sielstetten, Sixt in der Point, Spitzstidl, Stadlhof, Vorderschlag, Wies og Wiesenberg.
Landbrug, og især humledyrkning præger kommunen.